# Iotapianus
Marcus Fulvius Rufus Iotapianus (geboorte- en sterfdatum onbekend) benoemde zichzelf tot Romeins keizer ca. 249, in oppositie tegen Philippus de Arabier. Over hem wordt geschreven door Aurelius Victor, Zosimus en Polemius Silvius.
Iotapianus kwam uit de aristocratie van het nabije oosten, en volgens Aurelius Victor claimde hij een afstammeling van ene Alexander te zijn. Er wordt over het algemeen van uitgegaan dat hier voormalig keizer Severus Alexander bedoeld wordt, hoewel ook Alexander de Grote tot de mogelijkheden behoort. Verder is niets bekend over zijn leven.
Na de belastingverhogingen doorgevoerd door Gaius Iulius Priscus (die toen rector Orientis was en controle over een aantal provincies had), de broer van Philippus, kwam Iotapianus in opstand. De opstand was niet zozeer een militaire als wel een van de burgers van Syria en Cappadocia. Philippus was niet erg populair in deze provincies, omdat hij klaarblijkelijk zijn eigen thuisprovincie Arabia voortrok.
De opstand is schijnbaar nooit neergeslagen door Philippus, en hield pas op tijdens de regering van Traianus Decius, toen Iotapianus door zijn eigen soldaten werd vermoord. Philippus greep waarschijnlijk nooit in omdat de opstand (net als die van Pacatianus) geen enkel gevaar voor het rijk opleverde.

## Voetnoot
1. ↑  F. voor Fulvius (H. Cohen, Description historique des monnaies frappées sous l'Empire romain communément appelées Médailles impériales, V², Parijs, 1885, p. 183), Ru. is waarschijnlijk Ru(fus) (Idem, p. 183; D. Kienast, Römische Kaisertabelle. Grundzüge einer römischen Kaiserchronologie, Darmstadt, 1996², p. 202.).